# Mustafa Zorlu
Mustafa Zorlu (* 22. März 1994 in Giresun) ist ein türkischer Fußballspieler.

## Karriere
Zorlu begann mit dem Vereinsfußball in der Jugendabteilung seines Heimatvereins Giresunspor. Hier erhielt er 2011 einen Profivertrag und debütierte im Laufe der Saison 2011/12.